# Louis Van de Velde
Louis Van de Velde (Halle, 2 september 1926 - Edegem, 17 november 2001) was een Belgische politicus voor de CVP. Hij was burgemeester van Halle en Zoersel.

## Levensloop
Van de Velde was burgemeester van Halle van 1965 tot 1976 voor de plaatselijk lijst Van de Velde. Na de gemeentefusies van 1976 werd hij, verkozen op de CVP-lijst, de eerste burgemeester van de fusiegemeente Zoersel.
Van de Velde was beroepsmatig scheepsvloerder op de Boelwerf in Temse.